# Gimnazija Ptuj
Gimnazija Ptuj je gimnazija na Ptuju; od leta 2001 deluje  v novih, sodobnih prostorih, sicer pa njeni začetki segajo v leto 1869. 
Poleg programa splošna gimnazija ima tudi športni oddelek, umetniški in evropski oddelek.

## Lokacije
| Leto | Prostori           | Lokacija             |
| ---- | ------------------ | -------------------- |
| 1869 | Sagadinova hiša    | Vrazov trg 2         |
| 1871 | Rdeča šola         | Raičeva ulica 2      |
| 1900 | OŠ Olge Meglič     | Prešernova ulica 31  |
| 1979 | SŠ Center Ptuj     | Volkmerjeva cesta 19 |
| 2001 | Nov objekt ob SŠCP | Volkmerjeva cesta 15 |